# Belagerung von Tyros (314–313 v. Chr.)
Erster Diadochenkrieg (321–320 v. Chr.):
Hellespont
Zwischenzeit (320–319 v. Chr.):
Orkynia – Kretopolis – Nora
Zweiter Diadochenkrieg (319–316 v. Chr.):
Megalopolis – Byzantion – Kopratas – Paraitakene – Gabiene
Dritter Diadochenkrieg (315–311 v. Chr.):
Tyros – Gaza
Babylonischer Krieg (311–309 v. Chr.)
Vierter Diadochenkrieg (309–301 v. Chr.):
Salamis – Rhodos – Ipsos
Fünfter Diadochenkrieg (288–286 v. Chr.)
Sechster Diadochenkrieg (282–281 v. Chr.):
Kurupedion
Die Belagerung von Tyros war eine von 314 bis 313 v. Chr. andauernde militärische Auseinandersetzung um die Stadt Tyros.
Als erste große Konfrontation im dritten Diadochenkrieg gehört die Belagerung zu den historischen Ereignissen im Zeitalter der Diadochen, das auf den Tod Alexanders des Großen 323 v. Chr. gefolgt war. Der Kriegsherr Antigonos Monophthalmos eroberte die alte phoinikische Hafenstadt und zugleich alle anderen Städte der Regionen und wurde somit alleiniger Herrscher des gesamten asiatischen Teils des Alexanderreichs.

## Hintergrund
Seit dem Tod Alexanders im Jahr 323 v. Chr. befanden sich dessen Generäle, „Nachfolger“ (Diadochen) genannt, in einem unablässigen Kampf um die Vorherrschaft in dessen Weltreich. In diesen von mannigfaltigen Koalitionen geprägten Kriegen, die nur von kurzen Friedensphasen unterbrochen wurden, stritten in ihrer Frühphase die Anhänger eines auf Einheit und Erhalt bedachten Alexanderreichs gegen die Vertreter partikularistischer Interessen, welche das Reich zu ihren Gunsten aufzuteilen beabsichtigten.
Nach dem zweiten Diadochenkrieg hatten sich bis zum Jahr 316 v. Chr. fünf Diadochen eigene Herrschaftsgebiete im Raum des Alexanderreichs eingerichtet, die sie nach der Ausrottung der alten Königsfamilie faktisch als selbstständige Herrscher regierten. Dies waren Kassander in Makedonien, Ptolemaios in Ägypten und Phoinikien, Lysimachos in Thrakien, Asandros in Karien und schließlich Antigonos Monophthalmos, der die Regionen Kleinasien, Mesopotamien und Iran beherrschte. Formell bestand die Reichseinheit fort und Kassander beanspruchte nach seinem Sieg über Polyperchon die Reichsregentschaft für sich. Tatsächlich aber war Antigonos nach seinem Sieg über Eumenes zum mächtigsten Diadochen aufgestiegen, der fast den gesamten asiatischen Teil des Alexanderreichs beherrschte, indem er auch als tatsächlicher Regent auftrat und Statthalter nach eigenem Gutdünken entließ oder einsetzte. 
Mit seinem Auftreten und seiner überlegenen militärischen Macht weckte Antigonos Ängste unter den anderen selbstständigen Diadochen, die sich zusammenschlossen und ihm ein Ultimatum stellten, wonach er die von ihm gehaltenen Provinzen westlich des Euphrat (Kleinasien, Syrien, Mesopotamien) wie auch den in seiner Hand befindlichen Reichsschatz an sie verteilen sollte. Antigonos wies diese Bedingungen umgehend zurück, hätte er damit doch die Grundlagen seiner Macht preisgegeben, worauf ihm die Alliierten den Krieg erklärten.

## Die Belagerung
Tyros wie auch alle anderen Hafenstädte Phoinikiens sowie die Provinz Koilesyrien befanden sich 315 v. Chr. unter der Kontrolle von Ptolemaios. Der hatte sich diese Gebiete zu Beginn des zweiten Diadochenkriegs (319/318 v. Chr.) angeeignet, die aufgrund ihrer Werften und ihrer Funktion als Handelsumschlagplätze eine herausragende strategische Bedeutung besaßen. Nachdem Antigonos bei Kriegsausbruch im Winter 315 v. Chr. Kleinasien militärisch abgesichert und Gefolgsleute auf die Ägäisinseln und nach Griechenland entsandt hatte, um dort Verbündete zu gewinnen, zog er im Frühjahr 314 v. Chr. in Phoinikien ein und besetzte sogleich die Altstadt von Tyros, die an der Küste lag. Die ptolemäische Besatzung hatte sich aber in die Neustadt zurückgezogen, die sich auf einer der Altstadt vorgelagerten Insel befand, deren Belagerung Antigonos nun aufnahm.
Ein genauer Ablauf der Belagerung von Tyros ist bei den antiken Autoren nicht überliefert, selbst bei der Hauptquelle für jene Zeit, Diodor, nicht, obwohl er dafür eine Dauer von einem Jahr und drei Monaten annimmt, womit sie die längste Belagerung der gesamten Diadochenkriege war. Für Antigonos dürfte sich eine ähnliche Situation ergeben haben wie einst Alexander zuvor im Jahr 332 v. Chr. (Belagerung von Tyros (332 v. Chr.)), indem er nur durch eine Abriegelung der Insel mittels einer Seeblockade die Aufgabe der Verteidiger erzwingen konnte. Ob der berühmte Damm noch intakt war, den Alexander zu der Insel hatte aufschütten lassen, ist nicht bekannt. Der Autor konzentrierte sich in seinen Beschreibungen hauptsächlich auf die politischen und militärischen Maßnahmen für den Krieg insgesamt, die Antigonos aus seinem Feldlager vor Alt-Tyros heraus veranlasste. So unterwarfen sich bei seinem Erscheinen sofort alle lokalen phoinikischen Stadtkönige seiner Herrschaft angesichts seiner weit überlegenen militärischen Stärke, womit er bis auf Tyros kampflos Phoinikien unter seine Kontrolle brachte. In Tripolis, Byblos und Sidon sowie in vier Häfen Kilikiens ließ er Großwerften einrichten, in denen mittels des Baumbestands des Libanon und des Taurusgebirges eine Kriegsflotte gebaut werden sollte, mit der die Belagerung unterstützt und die Hoheit zur See gewonnen werden sollte. In Ermangelung eines größeren Heeres suchte Ptolemaios mit seiner Flotte von Ägypten aus gegen Antigonos vorzugehen, mit Seleukos als seinem Admiral. Bis zum Sommer 314 v. Chr. aber stand Antigonos bereits eine größere Flotte zur Verfügung, mit der er auf Zypern ausgreifen und dort mehrere Städte einschließen konnte. Er selbst übergab darauf seinem General Andronikos kurzweilig das Kommando über die Belagerung um selbst die Städte Joppe und Gaza einzunehmen, wodurch er nun auch Koilesyrien unter seine Kontrolle brachte.
Kurz darauf erschien Alexander, der Sohn des ehemaligen Reichsregenten Polyperchon, im Feldlager von Tyros, der im Namen seines Vaters die Allianz mit Antigonos beschloss, obwohl beide zuvor noch während des zweiten Diadochenkriegs Gegner waren. Offensichtlich hatte Polyperchon zu diesem Anlass nun seinen Anspruch auf die Regentschaft, die ihm Kassander abgenommen hatte, auf Antigonos übertragen. Gegenüber seinem versammelten Heer ließ der nun Kassander zum Reichsfeind erklären, klagte ihn des Mordes an Königin Olympias und der unrechtmäßigen Gefangenschaft König Alexanders IV. und dessen Mutter an. Außerdem unterstellte er ihm wegen der Ehe mit Thessalonike, selbst das Königsdiadem anzustreben und durch die Neugründungen von Theben und Olynthos erklärte Feinde Makedoniens und der Griechen fördern zu wollen. Betreffs der griechischen Poleis ließ Antigonos zusätzlich eine Proklamation ausgeben, in der er die Wiederherstellung deren politischer Autonomie und den Abzug der seit dem lamischen Krieg dort stationierten makedonischen Besatzungen forderte, die gegenüber Kassander loyal waren. Sich darauf berufend rechtfertigte er sein militärisches Engagement in Griechenland, wo er durch seinen Gefolgsmann Aristodemos von Milet vertreten wurde.
Um den Juni 313 v. Chr. kapitulierte schließlich die ptolemäische Besatzung von Tyros und Antigonos konnte die Stadt in Besitz nehmen, die er mit einer Besatzung absicherte. Aus Diodors kurzem Bericht zur Kapitulation ist zu erschließen, dass sie nach einer lang andauernden Abriegelung der Insel durch die antigonidische Flotte erfolgt war. Offenbar war das Flottenbauprogramm des Antigonos bis zu diesem Zeitpunkt soweit gereift, dass die Stadt von Ptolemaios nun auch von der Seeseite aus nicht mehr zu entsetzen war. Neben seinen eigenen Werften wurde Antigonos auch von den Häfen des Hellespont und von Rhodos mit Schiffen beliefert, so dass ihm zuletzt 120 für die Belagerung zur Verfügung standen. Die Aussichtslosigkeit auf einen Entsatz und eine eintretende Nahrungsmittelknappheit dürfte für die Verteidiger schließlich den Ausschlag zur Kapitulation gegeben haben.

## Folgen
Bis zu seinem Tod 301 v. Chr. in der Schlacht von Ipsos blieben Tyros wie auch Phoinikien und Syrien insgesamt fest in der Herrschaft des Antigonos. Eine 312 v. Chr. erfolgte Gegenoffensive des Ptolemaios, der in der Schlacht von Gaza über Demetrios Poliorketes gesiegt hatte, konnte noch im selben Jahr zurückgeschlagen werden. Die antigonidische Besatzung von Tyros hatte Ptolemaios dabei entscheidend aufgehalten.